# Litoria electrica
Espèce
Statut de conservation UICN

 LC  : Préoccupation mineure
Litoria electrica est une espèce d'amphibiens de la famille des Pelodryadidae.

## Répartition
Cette espèce est endémique du Nord-Ouest du Queensland en Australie. Elle se rencontre dans les Comtés de Burke, de Carpentaria, de Cloncurry, de McKinlay et de Boulia, et dans la ville de Mount Isa ce qui représente 104 800 km2.

## Description
Le mâle holotype mesure 38 mm.
Les mâles mesurent de 26 à 38 mm et les femelles de 30 à 38 mm.

## Publication originale
- Ingram & Corben, 1990 : Litoria electrica: a new treefrog from western Queensland. Memoirs of the Queensland Museum Search Results, vol. 28, no 2, p. 475-478 (texte intégral).